# Île Mosey
Pour les articles homonymes, voir Mosey.
L’île Mosey (Russe: Остров Мосей - lit. Octrov Mosey) est une île, située à l'entrée de la baie de Tchaoun, en mer de Sibérie orientale, en Russie. Elle est située juste en dessous de l'Île Aïon.

## Histoire
Cette bande de terre sablonneuse du Raïon Tchaounski du district autonome de Tchoukotka obtient son nom en 1932 après l'expédition est-polaire d'Ivan Alexeievitch Landine qui la nomma d'après le traducteur autochtone Moses Karaev, très respecté de la population locale. Les Tchouktches la nommèrent en leur langue Yanyarot ce qui signifie terre séparée.